# Amfilochia
Amfilochía (Grieks: Αμφιλοχία) is de naam van een Griekse gemeente en vissersstadje (ca. 5000 inwoners), gelegen in het uiterste zuidoosten van de Ambrakische Golf, in de nomos Etolia-Akarnania.
Hoogstwaarschijnlijk lag hier de Akropolis van de antieke nederzetting Herakleia Limnaia. De Byzantijnen renoveerden het vestingcomplex, maar het was Ali Pasja die hier in de 18e eeuw op de kust een Turkse karavanserai stichtte, die de basis van het nieuwe dorp werd.
Ca. 11 km noordwaarts, aan de weg naar Arta, liggen de ruïnes van het antieke Argos Amphilochikon, volgens de overlevering gesticht door de Homerische held Amphílochos. Deze stad speelde in de 5e eeuw v.Chr. een belangrijke rol als felle tegenstander van het meer noordelijk gelegen Ambrakia (nu Arta).

## Gemeentelijke herindeling (2011)
Amfilochia (Grieks: Αμφιλοχία) is sedert 2011 een fusiegemeente (dimos) in de Griekse bestuurlijke regio (periferia) West-Griekenland.
De drie deelgemeenten (dimotiki enotita) zijn:
- Amfilochia (Αμφιλοχία)
- Inachos (Ίναχος)
- Menidi (Μενίδι)